# فیلادلفیا (کالابریا)
فیلادلفیا (به ایتالیایی: Filadelfia) یک کومونه در ایتالیا است که در استان ویبو والنتیا واقع شده‌است.

## خصوصیات
فیلادلفیا ۳۰ کیلومترمربع مساحت و ۵٬۵۰۰ نفر جمعیت دارد.